# Урреа-де-Халон
Урреа-де-Халон (ісп. Urrea de Jalón) — муніципалітет в Іспанії, у складі автономної спільноти Арагон, у провінції Сарагоса. Населення — 414 осіб (2010).
Муніципалітет розташований на відстані близько 250 км на північний схід від Мадрида, 29 км на захід від Сарагоси.

## Демографія
Динаміка населення (INE ):